# Vaulx (Pas-de-Calais)
Vaulx é uma comuna francesa na região administrativa de Altos da França, no departamento de Pas-de-Calais. Estende-se por uma área de 4,92 km². Em 2010 a comuna tinha 93 habitantes (densidade: 18,9 hab./km²).